# Christina Metaxa
Christina Metaxa (grekiska: Χριστίνα Μεταξά), född 4 april 1992 i Limassol, Cypern, är en cypriotisk sångerska. Hon deltog i Eurovision Song Contest 2009 i Moskva med låten "Firefly" men tog sig inte till finalen.